# Saverio Rotondi
Francesco Saverio Rotondi, noto come Saverio Rotondi (Benevento, 6 novembre 1933 – Roma, 2 dicembre 1983), è stato un giornalista, scrittore e editore italiano.

Saverio Rotondi con Francesco Guccini nel 1972

Per 13 anni, dal 1970 al 1983, è stato il direttore di Ciao 2001, la più nota rivista musicale italiana degli anni settanta.

## Biografia
Dopo essersi trasferito con la famiglia a Roma, si laureò in scienze politiche nel 1957, iniziando a lavorare come giornalista a Il Messaggero, storico quotidiano romano, occupandosi di sport e musica. Diventò poi direttore amministrativo di Vita, settimanale di politica ed attualità, carica che mantenne per tutto il decennio. Venne chiamato a dirigere il settimanale Ciao 2001 nell'ottobre del 1970, in sostituzione di Rosario Pacini, e fu l'artefice della svolta nella trattazione degli argomenti musicali che portò il settimanale ad un consistente aumento delle vendite; nello stesso anno Rotondi fondò, con Francesco Puzo, le edizioni Leti che si occuparono, tra le altre cose, della pubblicazione della rivista.
Per la rivista iniziarono a lavorare, contattati da Rotondi, alcuni dei maggiori critici di musica italiana, tra cui Renato Marengo, Raffaele Cascone, Dario Salvatori, Manuel Insolera, Enzo Caffarelli (a cui Antonello Venditti dedicò la canzone Penna a sfera, contenuta nell'album Lilly), Pino Guzman, Roberto Rossi Gandolfi, Maria Laura Giulietti, Piergiuseppe Caporale e Armando Gallo. Nel 1973 Rotondi acquistò dal discografico Gianni Dell'Orso le Edizioni musicali Modulo Uno, che tra gli altri pubblicheranno le canzoni di Edoardo Bennato dei primi cinque album.
Nel 1979 fondò un'altra rivista musicale, questa volta mensile, Music che ricalcava nell'impostazione grafica Ciao 2001 ma aveva un taglio degli articoli più specialistico, con alcune parti dedicate al mondo delle case discografiche (sulla falsariga di Musica e dischi). L'anno successivo diede vita a Poster Story, anch'essa mensile, che in ogni numero aveva una monografia di un artista.
Dopo una breve malattia, morì nel 1983.